# Rima (Vorname)
Rima ist ein weiblicher Vorname.

## Herkunft und Bedeutung
In der litauischen Sprache wird er abgeleitet von rimti und bedeutet „die Ernsthafte“. Die männliche Form ist hier Rimas. Im Litauischen wird das i kurz ausgesprochen.
Daneben ist er (mit langem i) im arabischen Sprachraum geläufig, die Bedeutung ist „Gazelle“.
Das Friesische kennt diesen Namen ebenfalls.

## Personen
- Rima Ažubalytė (* 1974), litauische  Strafverfahrensrechtlerin, Dekanin der Rechtsfakultät der Mykolo Romerio universitetas (MRU)
- Rima Baškienė (* 1960), litauische Politikerin, Seimas-Vizepräsidentin
- Rima Das (* 1977), indische Filmregisseurin, Filmproduzentin und Drehbuchautorin
- Rima Fakih (* 1985), libanesisch-amerikanische Schönheitskönigin und Gewinnerin der Miss USA 2010.
- Rima Hassan (* 1992), französisch-palästinensische Juristin
- Rima Kaschafutdinowa (* 1995), kasachische Leichtathletin